# Pleuridium ecklonii
Pleuridium ecklonii är en bladmossart som beskrevs av Jerry Allen Snider 1975. Pleuridium ecklonii ingår i släktet sylmossor, och familjen Ditrichaceae. Inga underarter finns listade i Catalogue of Life.